# Ihor Stetsiuk
Ihor Stetsiuk (nascido em 21 de junho de 1958, Kryvyi Rih) é um compositor ucraniano. Ele é professor no Conservatório de Kiev. É um Artista Homenageado da Ucrânia. Ele é membro da União Nacional de Compositores da Ucrânia.
Desde 1989, ele lecciona no Conservatório de Kiev. Ele é professor do Conservatório de Kiev e da Universidade Nacional de Teatro, Cinema e Televisão de Kiev, IK Karpenko-Kary.
Em 2010, ele foi o diretor musical do filme Принцеса і жаба (A Princesa e o Sapo)